# ФК Близна
ФК Близна је фудбалски клуб из засеока Близне, Рудна Глава, општина Мајданпек, Србија. Клуб је основан 2011. и тренутно се такмичи у Борској окружној лиги.

## Стадион
Клуб игра на "Стадиону крај Шашке" у Рудној Глави.